# Útkine
Útkine (en (ucraïnès): Уткіне) és un poble de la República Autònoma de Crimea a Ucraïna, que el 2014 tenia 32 habitants. Pertany al districte rural de Krasnoperekopsk.